# 욕망의 파라다이스
《욕망의 파라다이스》(포르투갈어: Paraísos Artificiais)는 2012년 공개된 브라질의 영화이다.

## 출연

### 주연
- 나탈리아 딜
- 루카 비안치
- 리비아 데 부에노

### 조연
- 케사르 카다데이로
- 디바나 브란다오
- 에롬 코르데이로

## 기타
- 의상: 클로디아 콥케